# Стражева, Ирина Викторовна
Ирина Викторовна Стражева (1915, Москва — 1995, там же) — советский инженер и учёный в области ракетно-космической техники, писатель, публицист, популяризатор науки.
Действительный член Российской Академии космонавтики имени К. Э. Циолковского, доктор технических наук. Профессор кафедры «Динамика и управление летательных аппаратов» Московского Авиационного института имени Серго Орджоникидзе, преподаватель Московского института инженеров геодезии, аэрофотосъёмки и картографии, научный сотрудник Института истории естествознания и техники имени С. И. Вавилова Российской Академии наук.

## Биография
Родилась в 1915 году в Москве в семье поэта, литературоведа и педагога Виктора Ивановича Стражева (1879—1950).
После окончания школы Ирина Стражева поступила в Московский авиационной институт, который закончила в 1941 году, получив специальность инженера-механика.
Ещё будучи студенткой в 1939 году Ирина Викторовна Стражева вышла замуж за Михаила Кузьмича Янгеля.
После окончания учёбы она осталась преподавать в родном институте.
В 1958 году по предложению основателя и руководителя только что созданной кафедры «Динамика и управление летательных аппаратов» профессора Ивана Васильевича Остославского, Ирина Викторовна стала старшим научным сотрудником этого подразделения института.
В 1965 году И. В. Стражева защитила диссертацию и стала доктором технических наук. Это была первая докторская диссертация, подготовленная и защищенная в МАИ соискателем-женщиной.
По совместительству она преподавала в Московском институте инженеров геодезии, аэрофотосъёмки и картографии.
Ирина Викторовна являлась членом Ученого совета Научно-культурного центра SETI.
Она — автор многих научных трудов по теории летательных аппаратов.
И. В. Стражева находила время и силы для популяризации научных знаний, особенно в области космонавтики.
Скончалась в 1995 году. Похоронена в Москве, на Новодевичьем кладбище, рядом с могилами мужа, сына, дочери. (уч. № 7, ряд № 1, место № 11).

## Литературная деятельность
Активно занималась писательской и публицистической деятельностью.
Её перу принадлежит книга «Тюльпаны с космодрома», книга о жизни авиаконструктора Н. Н. Поликарпова, интереснейшие путевые заметки о Японии, Китае и других странах.
Последние годы И. В. Стражева, выполняя волю своего покойного мужа академика М. К. Янгеля работала над книгой об Камиле Фламмарионе (1842—1925) — выдающемся французском астрономе. Преодолевая огромные трудности, Ирина Викторовна довела это дело до конца.
Книга «Удивительная жизнь Фламмариона»(М.: Молодая гвардия, 1995) вышла в свет буквально за несколько месяцев до её кончины.

## Семья
Отец — поэт, литературовед и педагог Виктор Иванович Стражев (1879—1950).
Супруг — Михаил Кузьмич Янгель
В 1940 году в семье Михаила Кузьмича Янгеля и Ирины Викторовны Стражевой родилась дочь Людмила, будущий инженер ракетно-космической отрасли, а в 1942 году — сын Александр (умер в 1989 году) ставший конструктором ракетной техники, а впоследствии журналистом — сотрудником отделов науки издательств газеты «Правда» и журнала «Техника молодёжи». И Людмила, и Александр как и родители также являются выпускниками МАИ.

## Награды и премии
За цикл работ в области исследования суперциркуляции крыла и управления пограничным слоем И. В. Стражева в составе научного коллектива под руководством профессора И. В. Остославского в 1973 году удостоена премии имени 25-летия МАИ.
Ирина Викторовна была награждена многими орденами и медалями.

## Избранная библиография
- Остославский И. В., Стражева И. В. Динамика полета. Траектории летательных аппаратов. — М.: Оборонгиз, 1963.
- Остославский И. В., Стражева И. В. Динамика полета. Устойчивость и управляемость летательных аппаратов. — М.: Машиностроение, 1965.
- Тюльпаны с космодрома .М.: Молодая гвардия, 1978
- Там течет Янцзы. М.: Главная редакция восточной литературы издательства «Наука» , 1986
- Со скоростью «Хикари» М.: Главная редакция восточной литературы издательства «Наука», 1990
- Удивительная жизнь Фламмариона, М.: Молодая гвардия, 1995
- Полета вольное упорство . М.: Московский рабочий Год издания, 1986